# Воля к смыслу
Воля к смыслу – одно из ключевых понятий логотерапии Виктора Франкла. Согласно Франклу, Воля к смыслу – первичная мотивация человека. «Это наиболее человеческое из всех явлений, поскольку животное, естественно, никогда не печется о смысле своего существования». Виктор Франкл противопоставлял Волю к смыслу психоаналитическому принципу удовольствия и воле к власти. Он утверждал, что «Чем более человек ставит себе целью непосредственное достижение удовольствия, тем менее он достигает её. И это, отважусь сказать, является механизмом, этиологически определяющим большинство случаев сексуальных неврозов.» .
Франкл рассматривал человека, как свободное существо. На него оказывают влияние генетические и культурные факторы, однако он способен действовать вопреки им. А это значит, что потребность в удовольствии не может быть первичной мотивацией человека. Именно поэтому Франкл назвал эту мотивацию «Волей», а не «Потребностью». «Если бы человека действительно влекло к смыслу, он бы начинал следовать ему только ради того, чтобы избавиться от этого влечения, и восстановить свой внутренний гомеостаз. Таким образом ему нужен был бы не столько смысл как таковой, но свое собственное равновесие, и, в конечном счете, он сам.».

## Фрустрация
Фрустрация воли к смыслу, или экзистенциальная фрустрация – ситуация, при которой человек испытывает затруднение в поиске смысла жизни, или даже сомневается в его наличии. Согласно Франклу, именно экзистенциальная фрустрация служит причиной жажды удовольствия и власти.
Франкл не считал фрустрацию болезнью. «Озабоченность или даже отчаяние человека по поводу смысла жизни есть экзистенциальное страдание, а вовсе не психическое заболевание».